# John McIntire
John McIntire (n. 27 iunie 1907, Spokane, Washington - d. 30 ianuarie 1991, Pasadena, California) a fost un actor american.

## Biografie
S-a născut la 27 iunie 1907 în Spokane, Washington (Statele Unite). Din 1935 și până la moartea sa în 1991, a fost căsătorit cu actrița Jeanette Nolan. Ei au avut doi copii, actorul și compozitorul Tim McIntire și actrița Holly McIntire.

## Filmografie (selecție)
- The Hucksters (1947) (nemenționat)
- Call Northside 777 (1948)
- Black Bart (1948)
- The Street with No Name (1948)
- Command Decision (1948)
- An Act of Murder (1948)
- Down to the Sea in Ships (1949)
- Red Canyon (1949)
- Scene of the Crime (1949)
- Ambush (1950)
- Francis (1950)
- Shadow on the Wall (1950)
- The Asphalt Jungle (1950)
- Winchester '73 (1950)
- Walk Softly, Stranger (1950)
- The Raging Tide (1951)
- That's My Boy (1951)
- Under the Gun (1951)
- You're in the Navy Now (1951)
- Westward the Women (1951)
- Lumea e a mea (The World in His Arms, 1952)
- The President's Lady (1953)
- A Lion Is in the Streets (1953)
- The Lawless Breed (1953)
- War Arrow (1953)
- The Mississippi Gambler (1953)
- Apache (1954)
- Țara îndepărtată (The Far Country, 1954)
- The Scarlet Coat (1955)
- The Kentuckian (1955)
- The Phenix City Story (1955)
- Backlash (1956)
- 1957 Steaua de tinichea (The Tin Star), regia Anthony Mann
- The Mark of the Hawk (1957)
- Sing, Boy, Sing (1958)
- Who Was That Lady? (1960)
- Psycho (1960)
- Elmer Gantry (1960) cu Burt Lancaster
- Seven Ways from Sundown (1960)
- Flaming Star (1960) cu Elvis Presley
- Two Rode Together (1961) cu James Stewart și Richard Widmark
- Summer and Smoke (1961)
- Rough Night in Jericho (1967)
- Herbie Rides Again (1974)
- Rooster Cogburn (1975)
- The Rescuers (1977) (voice)
- The Fox and the Hound (1981) (voice)
- Honkytonk Man (1982)
- Cloak & Dagger (1984), cu soția, Jeanette Nolan
- Turner & Hooch (1989)